# Biskupi krakowscy
Biskupi krakowscy – biskupi diecezjalni, biskupi koadiutorzy, biskupi pomocniczy oraz administratorzy apostolscy diecezji krakowskiej (od 1925 archidiecezji).
W latach 1443–1790 kolejni biskupi diecezjalni byli książętami siewierskimi.

## Biskupi

### Biskupi problematyczni
Historycznie biskupstwo krakowskie powołano w roku 1000. Zaś najstarszy kalendarz katedry wawelskiej pochodzący z ok. 1257 roku wymienia przed pierwszym historycznym biskupem Popponem dwóch jego poprzedników: Prohora i Prokulfa, o których brakuje przekazów historycznych. Stąd według różnych hipotez mogli to być albo biskupi krakowscy, albo ołomunieccy jednak na siedzibie krakowskiej albo też mogli to by być kontynuatorzy słowiańskiej misji Metodego. Inni badacze sugerują, że dedykacja katedry na Wawelu Wacławowi I wskazuje, że została ona ufundowana jeszcze w okresie przynależności Krakowa do państwa czeskiego, co mogło mieć miejsce przed rokiem 990. Jeszcze inne teorie uznają Prohora i Prokulfa za osoby włączone do katalogu biskupów krakowskich przypadkowo. Dla przykładu Alfons Parczewski wykazał podobieństwo imion Prokora i Prokulfa do imion Porchariusa i Prokulejana – biskupów diecezji Auch z VI w. we Francji.
| Lata urzędowania | Biskup | Biskup  | Uwagi                                                                     |
| ---------------- | ------ | ------- | ------------------------------------------------------------------------- |
| ok. 973–986?     |        | Prohor  | być może biskup misyjny podległy kościelnej jurysdykcji biskupa praskiego |
| 986–995?         |        | Prokulf | być może biskup misyjny podległy kościelnej jurysdykcji biskupa praskiego |

### Biskupi diecezjalni
| Lata urzędowania              | Biskup | Biskup                        | Uwagi |
| ----------------------------- | ------ | ----------------------------- | --- |
| 1000–1008?                    |        | Poppon                        | biskup krakowski podległy metropolicie gnieźnieńskiemu                                                                                        |
| 1009–1018?                    |        | Gompon                        | Wojciech Kętrzyński utożsamia go z poprzednikiem                                                                                              |
| 1019–1030                     |        | Lambert I                     | |
| 1030/1032?–1046?              |        | Rachelin                      | |
| 1046?–1059                    |        | Aaron                         | arcybiskup |
| 1061–1071                     |        | Lambert II Suła               | |
| 1072–1079                     |        | Stanisław ze Szczepanowa      | święty Kościoła katolickiego |
| 1082–1101                     |        | Lambert III                   | |
| 1101                          |        | Czasław                       | |
| 1102–1109                     |        | Baldwin                       | |
| 1109/1110–1118                |        | Maurus                        | |
| 1118–1142                     |        | Radost                        | |
| 1142–1143                     |        | Robert                        | |
| 1143–1166                     |        | Mateusz                       | |
| 1166?–1185?                   |        | Gedko                         | |
| 1185?–1207                    |        | Pełka                         | |
| 1208–1218                     |        | Wincenty Kadłubek             | rezygnacja z funkcji biskupiej, następnie mnich cysterski błogosławiony Kościoła katolickiego                                                 |
| 1218–1229                     |        | Iwo Odrowąż                   | |
| 1229–1242                     |        | Wisław z Kościelca            | |
| 1242–1266                     |        | Jan Prandota                  | |
| 1266–1292                     |        | Paweł z Przemankowa           | |
| 1292–1294                     |        | Prokop                        | |
| 1294–1320                     |        | Jan Muskata                   | |
| 1320–1326                     |        | Nanker                        | |
| 1326–1347                     |        | Jan Grot                      | |
| 1347–1348                     |        | Piotr z Falkowa               | |
| 1348–1366                     |        | Bodzęta                       | |
| 1367–1380                     |        | Florian Mokrski               | |
| 1380–1382                     |        | Zawisza Kurozwęcki            | |
| 1382–1392                     |        | Jan Radlica                   | |
| 1392–1412                     |        | Piotr Wysz                    | następnie biskup diecezjalny poznański |
| 1412–1423                     |        | Wojciech Jastrzębiec          | następnie arcybiskup metropolita gnieźnieński i prymas Polski i Litwy                                                                         |
| 1423–1455                     |        | Zbigniew Oleśnicki            | kardynał |
| 1455–1460                     |        | Tomasz Strzępiński            | |
| 1461–1463                     |        | Jakub z Sienna                | następnie biskup diecezjalny kujawski, późniejszy arcybiskup metropolita gnieźnieński i prymas Polski i Litwy                                 |
| 1463–1464                     |        | Jan Gruszczyński              | następnie arcybiskup metropolita gnieźnieński i prymas Polski i Litwy                                                                         |
| 1464–1471                     |        | Jan Lutkowic z Brzezia        | |
| 1471–1488                     |        | Jan Rzeszowski                | |
| 1488–1503                     |        | Fryderyk Jagiellończyk        | od 1493 jednocześnie arcybiskup metropolita gnieźnieński i prymas Polski i Litwy kardynał                                                     |
| 1503–1524                     |        | Jan Konarski                  | |
| 1524–1535                     |        | Piotr Tomicki                 | |
| 1536–1537                     |        | Jan Latalski                  | następnie arcybiskup metropolita gnieźnieński i prymas Polski i Litwy                                                                         |
| 1537–1538                     |        | Jan Chojeński                 | |
| 1538–1545                     |        | Piotr Gamrat                  | od 1541 jednocześnie arcybiskup metropolita gnieźnieński i prymas Polski i Litwy                                                              |
| 1546–1550                     |        | Samuel Maciejowski            | |
| 1551–1560                     |        | Andrzej Zebrzydowski          | |
| 1560–1572                     |        | Filip Padniewski              | |
| 1572–1577                     |        | Franciszek Krasiński          | |
| 1577–1591                     |        | Piotr Myszkowski              | |
| 1591–1600                     |        | Jerzy Radziwiłł               | kardynał |
| 1600–1605                     |        | Bernard Maciejowski           | następnie arcybiskup metropolita gnieźnieński i prymas Polski i Litwy kardynał                                                                |
| 1607–1616                     |        | Piotr Tylicki                 | |
| 1616–1630                     |        | Marcin Szyszkowski            | |
| 1630–1631                     |        | Andrzej Lipski                | |
| 1632–1634                     |        | Jan Albert Waza               | kardynał |
| 1635–1642                     |        | Jakub Zadzik                  | |
| 1642–1657                     |        | Piotr Gembicki                | |
| 1658–1679                     |        | Andrzej Trzebicki             | |
| 1681–1699                     |        | Jan Małachowski               | |
| 1700                          |        | Stanisław Kazimierz Dąmbski   | |
| 1701–1702                     |        | Jerzy Albrecht Denhoff        | |
| 1710–1719                     |        | Kazimierz Łubieński           | |
| 1720–1732                     |        | Konstanty Felicjan Szaniawski | |
| 1732–1746                     |        | Jan Aleksander Lipski         | kardynał |
| 1746–1758                     |        | Andrzej Stanisław Załuski     | |
| 1759–1788                     |        | Kajetan Ignacy Sołtyk         | |
| 1788–1800                     |        | Feliks Paweł Turski           | |
| 1805–1813                     |        | Andrzej Gawroński             | |
| 1815–1829                     |        | Jan Paweł Woronicz            | następnie arcybiskup metropolita warszawski i prymas Królestwa Polskiego                                                                      |
| 1830–1836 (formalnie do 1851) |        | Karol Skórkowski              | z przyczyn politycznych w 1835 opuścił diecezję i do śmierci pozostał na wygnaniu; w jego imieniu rządy w diecezji sprawowali administratorzy |
|                               |        | Franciszek Zglenicki          | administrator apostolski części diecezji krakowskiej w zaborze austriackim w latach 1836–1841                                                 |
|                               |        | Ludwik Łętowski               | administrator apostolski części diecezji krakowskiej w zaborze austriackim w latach 1841–1849, sakra w 1845                                   |
|                               |        | Mateusz Gładyszewicz          | administrator apostolski części diecezji krakowskiej w zaborze austriackim w latach 1849–1862                                                 |
|                               |        | Antoni Junosza Gałecki        | administrator apostolski części diecezji krakowskiej w zaborze austriackim w latach 1862–1879                                                 |
| 1879–1894                     |        | Albin Dunajewski              | kardynał |
| 1895–1911                     |        | Jan Puzyna                    | kardynał |
| 1911–1951                     |        | Adam Stefan Sapieha           | od 1925 arcybiskup metropolita, kardynał |
|                               |        | Eugeniusz Baziak              | administrator apostolski w latach 1951–1962 jednocześnie arcybiskup metropolita lwowski                                                       |
| 1964–1978                     |        | Karol Wojtyła                 | arcybiskup metropolita, kardynał następnie papież Jan Paweł II święty Kościoła katolickiego                                                   |
| 1979–2005                     |        | Franciszek Macharski          | arcybiskup metropolita, kardynał |
| 2005–2016                     |        | Stanisław Dziwisz             | arcybiskup metropolita, kardynał |
| od 2017                       |        | Marek Jędraszewski            | arcybiskup metropolita |

Uwaga! Kolejność i okresy sprawowania władzy biskupiej pierwszych biskupów do Fulka włącznie są mocno niepewne. Podstawowe źródła (Katalogi biskupów krakowskich) różnią się zarówno co do samego ich istnienia (Prohor, Prokulf, Gompon, Lambert), ich kolejności oraz lat pontyfikatu. Historyczność postaci biskupów Prohora i Prokulfa jest przedmiotem sporu historiograficznego. Pierwsze źródło, które o nich wspomina, to Katalog biskupów krakowskich z poł. XIII w., zawierający obok informacji sprawdzonych o pierwszych biskupach ewidentne bałamuctwa. Część historyków (Aleksander Gieysztor, Gerard Labuda) uważa, że mogli być biskupami morawskimi z ostatniej ćwierci X w., w jurysdykcji których znajdował się Kraków. Aron nosił tytuł arcybiskupa ad personam, tzn. że otrzymał paliusz arcybiskupi jako osobiste wyróżnienie, ale nie oznaczało automatycznego objęcia i sprawowania urzędu metropolity.

### Biskupi pomocniczy
| Lata urzędowania | Biskup | Biskup                  | Uwagi |
| ---------------- | ------ | ----------------------- | --- |
| 1303–1306        |        | Marcin                  | |
| 1347–1348        |        | Jan                     | następnie biskup pomocniczy kujawski                                                                                |
| 1360–ok. 1371    |        | Tomasz z Sienna         | |
| 1395–1412        |        | Zbigniew z Łapanowa     | następnie biskup diecezjalny łucki, późniejszy biskup diecezjalny kamieniecki                                       |
| 1423–1444        |        | Jarosław z Lublina      | |
| 1446–1461        |        | Jerzy                   | |
| 1464–1498        |        | Paweł z Krakowa         | |
| 1499–1503        |        | Marian Lulias           | |
| 1503–1526        |        | Jan Amicinus            | |
| 1527–1544        |        | Dominik Małachowski     | |
| 1544–1546        |        | Erazm Ciołek            | |
| 1547–1559        |        | Andrzej Spot            | |
| 1560–1565        |        | Stanisław Słomowski     | następnie arcybiskup metropolita lwowski                                                                            |
| 1566–1577        |        | Marcin Białobrzeski     | następnie biskup diecezjalny kamieniecki                                                                            |
| 1578–1586        |        | Jakub Milewski          | |
| 1587–1614        |        | Paweł Dembski           | |
| 1614–1645        |        | Tomasz Oborski          | |
| 1645–1657        |        | Olbracht Lipnicki       | |
| 1658–1689        |        | Mikołaj Oborski         | |
| 1690–1700        |        | Stanisław Szembek       | następnie biskup diecezjalny kujawski, późniejszy arcybiskup metropolita gnieźnieński i prymas Polski i Litwy       |
| 1700–1705        |        | Kazimierz Łubieński     | następnie biskup diecezjalny chełmski, późniejszy biskup diecezjalny krakowski                                      |
| 1706–1726        |        | Michał Szembek          | |
| 1726–1751        |        | Michał Ignacy Kunicki   | |
| 1753–1786        |        | Franciszek Potkański    | |
| 1786–1806        |        | Józef Olechowski        | |
| 1787–1798        |        | Wojciech Radoszewski    | |
| 1767–1807        |        | Jan Kanty Lenczowski    | |
| 1814             |        | Augustyn Karol Lipiński | |
| 1816–1830        |        | Tomasz Nowiński         | |
| 1824–1841        |        | Franciszek Zglenicki    | w latach 1836–1841 administrator apostolski części diecezji krakowskiej w zaborze austriackim                       |
| 1845–1868        |        | Ludwik Łętowski         | w latach 1841–1849 administrator apostolski części diecezji krakowskiej w zaborze austriackim                       |
| 1862–1879        |        | Antoni Junosza Gałecki  | w latach 1862–1879 administrator apostolski części diecezji krakowskiej w zaborze austriackim                       |
| 1900–1924        |        | Anatol Nowak            | następnie biskup diecezjalny przemyski                                                                              |
| 1927–1958        |        | Stanisław Rospond       | |
| 1951             |        | Eugeniusz Baziak        | koadiutor, następnie administrator apostolski archidiecezji krakowskiej jednocześnie arcybiskup metropolita lwowski |
| 1958–1964        |        | Karol Wojtyła           | następnie arcybiskup metropolita krakowski i kardynał późniejszy papież Jan Paweł II święty Kościoła katolickiego   |
| 1960–1992        |        | Julian Groblicki        | |
| 1962–1988        |        | Jan Pietraszko          | |
| 1970–1993        |        | Albin Małysiak          | |
| 1970–1992        |        | Stanisław Smoleński     | |
| 1985–1992        |        | Kazimierz Górny         | następnie biskup diecezjalny rzeszowski                                                                             |
| 1988–2004        |        | Kazimierz Nycz          | następnie biskup diecezjalny koszalińsko-kołobrzeski, późniejszy arcybiskup metropolita warszawski i kardynał       |
| 1988–2022        |        | Jan Szkodoń             | |
| 2004–2014        |        | Jan Zając               | |
| 2004–2010        |        | Józef Guzdek            | następnie biskup polowy Wojska Polskiego, późniejszy arcybiskup metropolita białostocki                             |
| 2011–2017        |        | Grzegorz Ryś            | następnie arcybiskup metropolita łódzki, kardynał                                                                   |
| od 2011          |        | Damian Muskus           | |
|                  |        | Franciszek Ślusarczyk   | nominat (2018), zrezygnował z przyjęcia sakry biskupiej                                                             |
| od 2019          |        | Janusz Mastalski        | |
| od 2021          |        | Robert Chrząszcz        | |